# 錘頷魚科

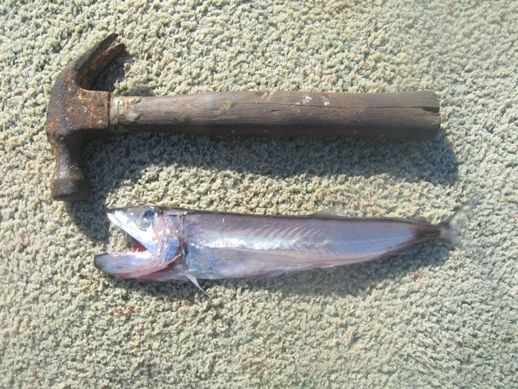

锤颌鱼（学名：Omosudis lowii，英文名：Hammerjaw），为輻鰭魚綱仙女魚目下的一科（锤颌鱼科），本科目前已知僅一屬一種。生活的水域深度最深達約 4000 公尺（通常棲息於 100 至 1000 公尺之間）。

## 分布地區
本種廣泛分布於熱帶至溫帶海域，包括印度洋、太平洋、北大西洋等海域。

## 辨識特徵
體長通常約 20 公分左右，最大可達約 23 公分。